# Леопардова акула звичайна
Леопардова акула звичайна (Triakis semifasciata) — акула з роду Леопардова акула родини Куницеві акули. Інші назви «каліфорнійська потрійнозуба акула», «плямиста гострозуба куницева акула».

## Опис
Загальна довжина досягає 2,1 м за ваги 18,4 кг. Середня довжина становить 1,5 м. Голова коротка. Морда трохи округлена. Очі відносно великі, овальні, з мигальною перетинкою. Сітківка ока містить мало колбочок, що відповідають за розпізнавання кольорів, тому ця акула має розвинене контрастне світосприйняття і слабке кольорове сприйняття. Перед ніздрями є носові клапани й носові борозни. Рот широкий, серпоподібний. Верхня щелепа нараховує 41—55 робочих зубів, нижня — 34—45. Зуби дрібні, гострі, з 2—3 верхівками, з яких центральна є високою, бокові — маленькі. У неї 5 пар зябрових щілин. Зябровий апарат дозволяє акулі отримувати кисень навіть з мулистої води й при цьому не засмічується. Тулуб стрункий, обтічний. Грудні плавці великі, трикутної форми. Має 2 великих спинних плавці, з яких передній трохи більше за задній. Передній спинний плавець починається на рівні задньої крайки грудних плавців. Задній розташовано навпроти анального плавця. Черевні плавці середнього розміру. Анальний плавець гетероцеркальний.
Забарвлення бронзово-сіре або сріблясте. На спині, боках, плавцях присутні тіні, іноді чорні, великі плями. На поверхні цих плям є білі крапочки. На світлих ділянках тіла розкидані темні плямочки. Черево має попелясто-білий колір.

## Спосіб життя
Тримається переважно на глибині до 10 м. Воліє до піщаних та мулистих бухт, скелястих та кам'янистих ділянок дна, багатих на водяну рослинність. Часто зустрічається поблизу гирл річок і струмків, легко переносить опріснення морської води. Добре орієнтується в умовах слабкої видимості, здатна переносити забруднення і замулення води. Доволі швидка й активна акула. Під час пересування використовує хвилеподібні рухи. Часто утворює великі скупчення на мілині. Зрідка здійснює сезонні міграції, лише особини з північної частини ареалу здатні здійснювати подорожі на відстань 100 км і більше.
Живиться ракоподібними (насамперед крабами, креветками, раками), головоногими молюсками, морськими черв'яками (зазвичай багатощетинковими), а також дрібною костистою рибою (оселедцевими, горбанями, анчоусами, бичками, кабалами, морськими окунями, лопатоносами), молоддю інших видів акул, рибною ікрою, морською травою і водоростями. Полює на здобич за допомогою щічного насоса.
Статева зрілість у самців настає за розмірів 0,7—1,2 м та віку 7—13 років, самиць — 1,1—1,3 м у віці 10–15 років. Це яйцеживородна акула. Вагітність триває 10—11 місяців. У квітні-травні самиця на мілині, серед рясної рослинності, народжує від 4 до 33 акуленят завдовжки 20 см.
Тривалість життя становить 30 років.
М'ясо дуже смачне. Вилов цієї акули регламентується природоохоронним законодавством США і Мексики, оскільки леопардова акула мешкає переважно в заповідних зонах. Визначається розмір і кількість можливого вилову.
Не становить загрози для людини, оскільки доволі полохлива при наближенні плавців і дайверів.

## Розповсюдження
Мешкає у східних районах Тихого океану: від лиману Кус-бей (штат Орегон, США) до акваторії міста Масатлан (Мексика), включно з Каліфорнійською затокою. Дослідники поділяють ареал на 7 зон, де мешкають особини із суттєвими особливостями.